# Радослав Пауновић
Радослав Пауновић (Поточање, 1927 — Београд, 2006) био је српски професор, оснивач и први предавач на катедри за јака алкохолна пића на Пољопривредном факултету Универзитета у Београду.

## Биографија
Рођен је 1927. године у селу Поточању. Основно образовање је завршио 1939. године у Севојну, а Државну реалну гимназију 1947. године у Ужицу.
До Другог светског рата, путовао је у гимназију ђачким возом, а за време рата и после, до матурирања, пешке. У слободном времену и ноћу, током већег дела гимназијског школовања, радио је у породичној воденици на Ђетињи у селу Поточању. Као омладинац учествовао је на две радне акције: пруга Брчко—Бановићи,  1946. године, и пруга Панчевачки рит—Панчево, 1948. године.
У младим данима бавио се глумом и рецитовањем. У свом селу основао је ђачко друштво, које је давало приредбе околним селима. За време студија активно је радио у драмској секцији Пољопривредног факултета, са којим је освојио прво место на Универзитету 1951. године.
Основне студије, на Воћарско-виноградарском одсеку, на Пољопривредном факултету у Београду је завршио 1952. године. После дипломирања 6 месеци је радио као агроном у Сељачкој радној задрузи у Сремским Павловцима, до одласка у на одслужење војног рока. Завршио је школу резервних војних официра у Випави 1952/53. године.
Пауновић 1988. године оснива породични подрум пића Примаг.
Говорио је француски, а служио се руским, енглеским и немачким језиком.
Преминуо је 2006. године.

## Академска каријера
Запослио се 1953. године на Пољопривредном факултету у Београду, као научни стипендиста ректората Београдског универзитета.
Докторску дисертацију Прилог проучавања утицаја јонизујућих зрачења на динамику бојених и танинских материја црних вина одбранио је 1963. године на истом факултету, након чега је изабран у звање доцента 1964. године. Установио је нови предмет на Пољопривредном факултету, технологија јаких алкохолних пића, за који је изабран у звање ванредног професора 1973. године. На истом предмету је, 1979. године, изабран у звање редовног професора.
Као једини редовни професор у Југославији у области технологије јаких алкохолних пића, ову материју је предавао и на Пољопривредном факултету у Сарајеву за 15 генерација редовних студената и у Загребу на магистарским студијама за 2 генерације. Под његовим руководством урађено је и одбрањено неколико стотина дипломских радова и неколико магистарских теза и докторских дисертација.
У пензију одлази 1993. године.

### Специјализације
Прво научно усавршавање Пауновић је обавио на Пољопривредном факултету у Земуну, од 1953. до 1955. године, као научни стипендиста ректората Београдског универзитета, у области технологије вина. У том времену провео је по месец дана (1953) у винском подруму у Књажевцу и (1954) у француском винском подруму у Розану, за време прераде грожђа у вино. Након ове специјализације је  изабран у звање асистента 1955. године, за предмет технологија вина.
Друго једногодишње научно усавршавање обавио је у Француској током 1962. године, где је у Центру за нуклеарна истраживања Универзитета Париз-Сакле, радио на испитивањима могућности конзервисања вина нуклеарним зрачењима, као и на проучавању могућности убрзавања старења вина и јаких алкохолних пића тим зрачењима. У току свог боравка у Саклеу обишао је све факултете и институте у Француској у којима се одржава настава из винарства, односно ради на истраживањима у овој области. Међу овима су факултети и институти у: Бордоу, Тулузу, Момпељеу, Нарбони, Дижону, Колмару, Коњаку и др. Овом приликом посетио је и факултет у Бону.

### Студијска путовања
Обавио је неколико студијских путовања у трајању 7 до 14 дана:
- 1985 - у СССР-у, у Институту у Кишињеву и на Факултету у Москви;
- 1986 - у Италији, у Институту у Астију;
- 1986 - у Швајцарској, у Институту у Веденсвилу;
- 1988 - у Француској, у Институту у Коњаку.

## Научни рад
Објавио је око 150 научних и стручних радова у земљи и иностранству и учествовао је у писању више књига из области технологије вина и технологије јаких алкохолних пића.
Урадио је око 50 студија и технолошких пројеката за изградњу погона за производњу вина, јаких алкохолних пића и сирћета у оквирима СФР Југославије, међу којима се истичу подруми ракије: "Рубин" у Крушевцу, ПИК "Таково" у Горњем Милановцу, "Прокупац" у Београду, "Навип" у Земуну, "Шапчанка" у Шапцу, "Подгорка" у Осечини, "Србијанка" у Вањеву, "Повлен" у Косјерићу, "Боснапродукт" у Градачцу, "Приједорчанка" у Приједору, "Агроиндустрија" у Ужицу и вински подруми: "Годомин" у Коларима, "Винарска" у Власотинцу, Агрокомбинат "13. јули" у Подгорици, "Вино Жупа" у Александровцу, "Косово вино" у Београду и др.
Учествовао је са рефератима на 5 југословенских виноградарско-винарских конгреса, као и на око 20 симпозијума у земљи и наоко 10 конгреса и симпозијума у иностранству из области технологије вина и јаких алкохолних пића.
У својој струци извео је низ технолошко-техничких унапређења, као што су: нови поступци за припремање и извођење алкохолног врења, поступци за смањивање настајање метанола, цијановодоничне киселине и етил-карбамата, поступци за издвајање непожељних састојака, усавршени уређаји за батеријску и континуирану дестилацију, убрзани поступци старења пића и др.
Обављао је више изборних функција на Пољопривредном факултету у Београду. Биран је у три мандата (1979-1985) за директора Института за прехрамбену технологију и биохемију, члан и председник Савета истог института, члан Савета пољопривредног факултета, члан и председник више факултетских комисија. Обављао је изборне функције у неколико научних и стручних удружења. Био је председник бројних комисија за оцењивање квалитета јаких алкохолних пића током четрдесет година. Учествовао је у изради бројних техничких прописа за алкохолна пића и сирће. Био је делегат Југославије у Међународној организацији за лозу и вино (OIV) током петнаест година.

## Чланства
Радослав Пауновић је био члан неколико научних и струковних удружења у којима је обављао и изборне функције, као што су:
- секретар Југословенског виноградарско-винарског научног друштва (1975-1981)
- председник Српског виноградарско-винарског научног друштва (1987-1997)
- Представник Југославије у Међународној организацији за лозу и вино, са седиштем у Паризу, од 1983. У оквиру ове организације учествује у раду три групе експерата и њеном Извршном комитету.

Током последњих тридесетак година редовни је члан и најчешће председник бројних комисија за органолептичку оцену јаких алкохолних пића, у оквиру контроле квалитета и сајмова:
- у Београду од 1963. до 1985. и од 1992. до 1997.
- у Новом Саду од 1964. до 1997.
- у Лесковцу од 1985. до 1997.
- у Љубљани од 1964. до 1990.
- у Сарајеву од 1980. до 1990.
- у Градачцу од 1968. до 1990.
- у Скопљу 1993.
- у Бордоу 1990.

Такође је председник Комисије за заштиту географског порекла и квалитета јаких алкохолних пића од 1971. до 1997.
Биран је за члана Савета Пољопривредног факултета, за председника Савета института за прехрамбену технологију и биохемију, за представника Факултета у Савету Огледне станице Радмиловац и Месне заједнице у Земуну. Радио је као представник Комисије за доградњу и одржавање Факултета од 1990. до 1993. Ангажован је као судски вештак у привредним споровима из домена јаких алкохолних пића.

## Признања
За остварени научни и стручни допринос, Пауновићу су додељена разна признања. Орден рада са златним венцем му је додељен 1982. године, а на међународном фестивалу природе и културног наслеђа Жестивал у Ужицу, награда за најбољу воћну ракију Радослав Раде Пауновић носи његово име.

### Златне медаље
- Новосадски сајам 1980. године.
- Приједорчанка, Приједор, 1987. године.
- Рубин, Крушевац, 1995. године.

### Повеље
- Пољопривредни факултет, Земун, 1979. године.
- Савез инжењера и техничара СРС, 1995. године.
- Привредна комора Косова и Метохије, 1996. године.

### Плакете
- Сајам у Градачцу, 1978. године.
- Пословна заједница Врење,[појаснити] 1983. године.

### Дипломе
- Господарско разставишће, Љубљана, 1984. године.
- Пословна заједница Србија вино, 1988. године.

### Захвалнице
- Пољопривредни факултет, Земун, 1993. године.
- Београдски сајам, Свет вина, 1994. године.
- ПК Годомин, Смедерево, 1996. године.